# Król Maciuś I
Król Maciuś I – polska baśń filmowa z 1957 roku w reżyserii Wandy Jakubowskiej na podstawie powieści Janusza Korczaka o tym samym tytule.

## Fabuła
Po śmierci ojca władzę w pewnym fikcyjnym państwie obejmuje dziesięcioletni Maciuś. Jego szlachetne z założenia, lecz naiwne reformy doprowadzają do ogromnego chaosu w kraju.

## Obsada
- Juliusz Wyrzykowski − król Maciuś I
- Ludwik Halicz − Felek
- Elżbieta Buczek − Klu-klu, córka Bum-druma
- Jan Koecher − doktor, opiekun Maciusia
- Jan Kurnakowicz − generał
- Tadeusz Białoszczyński − premier
- Stanisław Kwaskowski − minister spraw zagranicznych
- Józef Kondrat − minister oświaty
- Janusz Jaroń − minister sprawiedliwości
- Leon Pietraszkiewicz − minister wojny
- Henryk Borowski − minister spraw wewnętrznych
- Szczepan Baczyński − minister finansów
- Stanisław Łapiński − marszałek
- Ignacy Gogolewski − Król Zły
- Alfred Łodziński − Król Smutny
- Adam Mularczyk − Król Stary
- Mieczysław Stoor − dziennikarz
- Bogusz Bilewski − U-mun-tu, wysłannik króla Bum-druma
- Zbigniew Skowroński − Bum-drum
- Zbigniew Józefowicz − żołnierz, wuj Felka
- Ryszard Barycz − kapitan gwardii
- Maria Kaniewska, Zofia Wilczyńska − damy dworu
- Krystyna Feldman − nauczycielka
- Krystyna Kołodziejczyk − mieszkanka królestwa
- Feliks Żukowski − sługa Maciusia I
- Janusz Kłosiński − żołnierz króla Złego
- Jarema Stępowski − poseł
- Saturnin Żórawski − poseł
- Leon Niemczyk − poseł
- Mariusz Gorczyński − ludożerca, wyrostek
- Michał Szewczyk − wyrostek w stolicy
- Barbara Rachwalska − przekupka

## Produkcja i odbiór
Król Maciuś I został wyprodukowany w Zespole Filmowym „Start”. Adaptację powieści Janusza Korczaka Król Maciuś Pierwszy zaadaptowała na scenariusz filmowy Wanda Jakubowska wraz z Igorem Newerlym. Jakubowska była również reżyserką adaptacji. Film nakręcił operator Stanisław Wohl, a nakręcony przezeń materiał był barwiony. Scenografię do dzieła stworzył Anatol Radzinowicz, a muzykę skomponował Stanisław Skrowaczewski. Materiał filmowy zmontowała Lidia Pstrokońska.
Premiera filmu Jakubowskiej odbyła się 8 kwietnia 1958 roku, przy sporym zainteresowaniu krytyków filmowych. Recenzje jednak nie były pochlebne. Leon Bukowiecki z „Ilustrowanego Kuriera Polskiego” pisał, że Jakubowska nakręciła film bliższy dorosłym niż dzieciom, krytykował też zbyt posępną grę Juliusza Wyrzykowskiego w roli Maciusia, mimo że rola ta była zgodna z treścią pierwowzoru literackiego.  W podobnym stylu Jerzy Wolen z „Filmu” pisał, że Wyrzykowski stworzył wizerunek antypatycznego dziecka z „zimnymi oczami” i „oschłym głosem”. Stanisław Janicki z „Filmu” był innego zdania, chwaląc kreację Wyrzykowskiego oraz stronę estetyczną filmu barwnego. Krzysztof Lebiedź z „Ekranu” uznawał dzieło Jakubowskiej i Newerlego za „niemałe osiągnięcie reżysera, obsady aktorskiej i wszystkich realizatorów”. Pomimo krytycznych recenzji podobał się dużej części dziecięcej widowni, zwłaszcza odbiorcom w wieku 7–10 lat. 
Klara Cykorz brała film w obronę jako „wyrastający z raczej awangardowej wrażliwości”. Krytykując nieprzychylnych filmowi recenzentów (także współczesnych, którzy oskarżali go  o ucieleśnianie poetyki socrealizmu), Cykorz – w nawiązaniu do Małego Księcia – ripostowała: „A może to po prostu dorosłość krytyka widzi w miejsce najedzonego boa – wymięty kapelusz?”